# Geschichte der Europäischen Union

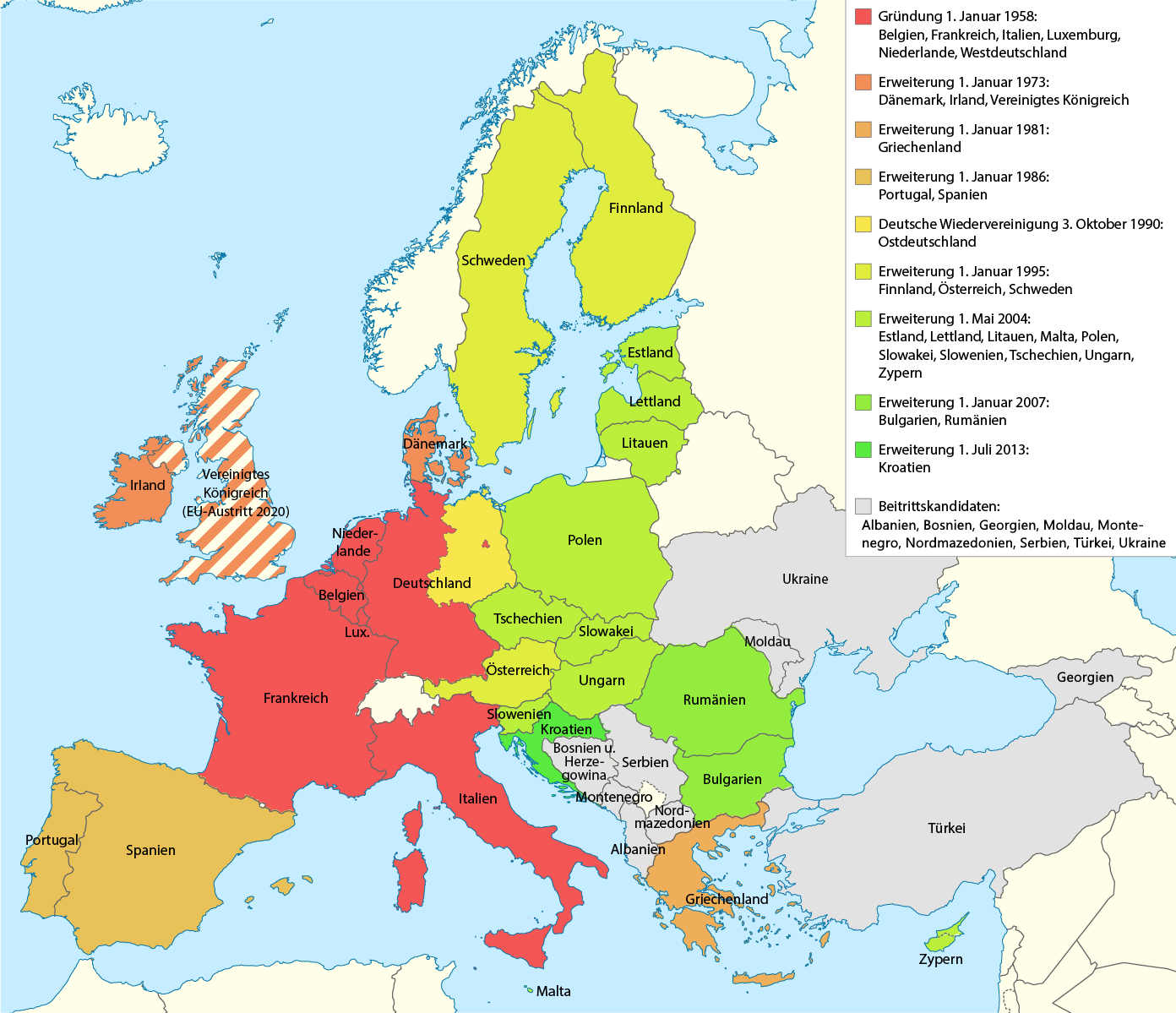
Entwicklung der Europäischen Union 1973 bis 2020

Die Geschichte der Europäischen Union umfasst die Entwicklung des Staatenverbundes Europäische Union vom Vertrag von Maastricht vom 1. November 1993 bis zur Gegenwart, die Entwicklung ihrer Vorgängerorganisationen und den Prozess der Europäischen Einigung. Sie ist durch ein Geflecht konkurrierender Motive und Entwicklungstendenzen charakterisiert, die zu unterschiedlichen Zeitpunkten jeweils richtungsgebend auf die Entwicklung der Gemeinschaft eingewirkt haben. Bezeichnend ist daher die Umsetzung des Möglichen und Machbaren in der jeweils gegebenen zeitgeschichtlichen Lage, nicht die geradlinige Verwirklichung einer genau umrissenen Planung.
Die Strukturen der Europäischen Union sind einem langzeitig bestimmenden unübersichtlichen Vertragskonglomerat unterworfen. Aus diesem strukturellen Defizit erwuchs seit ihrem Bestehen ein hohes Maß an Komplexität, welches von Kompromiss zu Kompromiss und von Erweiterung zu Erweiterung der Gemeinschaft erheblich gestiegen ist. Für die Union resultiert daraus sowohl ein Akzeptanzproblem bei den EU-Bürgern, denen „Brüssel“ immer undurchsichtiger erscheint, als auch die mit dem Mitgliederwachstum verbundene Schwierigkeit, im bestehenden Institutionengefüge die Arbeits- und Handlungsfähigkeit der einzelnen Organe zu gewährleisten.
Der durch das Ende des Ost-West-Konflikts bedingte tiefgreifende Wandlungsprozess hat zur Europäischen Union geführt, die mit dem Euro über eine gemeinsame Währung verfügt und nun auch die Staaten Mittel- und Osteuropas großteils einschließt. Die Ausgestaltung und Fortführung des europäischen Integrationsprozesses bleibt auch unter den Bedingungen des Reformvertrags von Lissabon eine außerordentliche Bewährungsprobe. Neuere Zuspitzungen diesbezüglich resultieren aus der Eurokrise seit 2010, der Flüchtlingskrise in Europa 2015/2016 und dem Austritt des Vereinigten Königreiches aus der Europäischen Union im Januar 2020.

## Schematische Übersicht
| Unterz. In Kraft Vertrag                    | 1948 Brüsseler Pakt                                               | 1951 1952 Paris                                                   | 1954 1955 Pariser Verträge                      | 1957 1958 Rom                                       | 1965 1967 Fusions- vertrag                          | 1986 1987 Einheitliche Europäische Akte | 1992 1993 Maastricht     | 1992 1993 Maastricht          | 1997 1999 Amsterdam           | 2001 2003 Nizza        | 2001 2003 Nizza | 2007 2009 Lissabon |  |  |  |  |  |  |  |  |  |
|                                             |                                                                   |                                                                   |                                                 |                                                     |                                                     |                                         |                          |                               |                               |                        |                 |                    |  |  |  |  |  |  |  |  |  |
| Europäische Gemeinschaften                  | Europäische Gemeinschaften                                        | Drei Säulen der Europäischen Union                                | Drei Säulen der Europäischen Union              | Drei Säulen der Europäischen Union                  | Drei Säulen der Europäischen Union                  | Drei Säulen der Europäischen Union      |                          |                               |                               |                        |                 |                    |  |  |  |  |  |  |  |  |  |
|                                             | Europäische Atomgemeinschaft (Euratom)                            | Europäische Atomgemeinschaft (Euratom)                            | →                                               |                                                     |                                                     |                                         | ←                        |                               |                               |                        |                 |                    |  |  |  |  |  |  |  |  |  |
|                                             |                                                                   |                                                                   | →                                               | Europäische Gemeinschaft für Kohle und Stahl (EGKS) | Europäische Gemeinschaft für Kohle und Stahl (EGKS) | Vertrag 2002 ausgelaufen                | Vertrag 2002 ausgelaufen |                               | Europäische Union (EU)        | Europäische Union (EU) |                 |                    |  |  |  |  |  |  |  |  |  |
|                                             |                                                                   |                                                                   | →                                               | Europäische Wirtschaftsgemeinschaft (EWG)           | Europäische Wirtschaftsgemeinschaft (EWG)           |                                         | ←                        | Europäische Gemeinschaft (EG) | Europäische Gemeinschaft (EG) | Europäische Union (EU) |                 |                    |  |  |  |  |  |  |  |  |  |
|                                             |                                                                   |                                                                   | →                                               | Justiz und Inneres (JI)                             |                                                     |                                         | ←                        | Europäische Gemeinschaft (EG) | Europäische Gemeinschaft (EG) | Europäische Union (EU) |                 |                    |  |  |  |  |  |  |  |  |  |
|                                             | Polizeiliche und justizielle Zusammenarbeit in Strafsachen (PJZS) | Polizeiliche und justizielle Zusammenarbeit in Strafsachen (PJZS) | →                                               | Justiz und Inneres (JI)                             | ←                                                   |                                         |                          |                               |                               | Europäische Union (EU) |                 |                    |  |  |  |  |  |  |  |  |  |
| Europäische Politische Zusammenarbeit (EPZ) | →                                                                 | Gemeinsame Außen- und Sicherheitspolitik (GASP)                   | Gemeinsame Außen- und Sicherheitspolitik (GASP) | Gemeinsame Außen- und Sicherheitspolitik (GASP)     | ←                                                   |                                         |                          |                               |                               | Europäische Union (EU) |                 |                    |  |  |  |  |  |  |  |  |  |
| Westunion (WU)                              | Westunion (WU)                                                    | Westeuropäische Union (WEU)                                       | Westeuropäische Union (WEU)                     | Westeuropäische Union (WEU)                         | Westeuropäische Union (WEU)                         |                                         |                          |                               |                               | Europäische Union (EU) |                 |                    |  |  |  |  |  |  |  |  |  |
| Westunion (WU)                              | Westunion (WU)                                                    | Westeuropäische Union (WEU)                                       | Westeuropäische Union (WEU)                     | Westeuropäische Union (WEU)                         | Westeuropäische Union (WEU)                         | aufgelöst zum 1. Juli 2011              |                          |                               |                               |                        |                 |                    |  |  |  |  |  |  |  |  |  |
|                                             |                                                                   |                                                                   |                                                 |                                                     |                                                     |                                         |                          |                               |                               |                        |                 |                    |  |  |  |  |  |  |  |  |  |

## Frühe Pläne einer europäischen Einigung
Erste annähernd konkrete Vorstellungen von einem geeinten Europa aus Anlass des Abwehrkampfs gegen das Osmanische Reich kamen im 17. Jahrhundert auf. Es war Maximilien de Béthune Herzog von Sully, der in seinen 1662 posthum veröffentlichten Mémoires ou Oeconomies royales d’Estat mit seinem Grand Dessin eine überstaatliche Struktur entwarf, die die europäischen Republiken (einschließlich einer neu zu gründenden italienischen Republik sowie Venedig, die Alte Eidgenossenschaft, die Vereinigten Niederlande), Erb- (England, Frankreich, Spanien, Schweden, Dänemark, Lombardei) und Wahlmonarchien (Kirchenstaat, Heiliges Römisches Reich, Böhmen, Polen, Ungarn) umfassen sollte. Dieses Konzept einer europäischen Einigung basierte wesentlich auf den mittelalterlichen Voraussetzungen der christlichen Religion und der lateinischen Sprache, die wiederum für die Heiratspolitik des europäischen Hochadels, aber auch für die großräumige Wanderschaft von Handwerksgesellen und Künstlern sowie für den Gedankenaustausch von Gelehrten einen gemeinsamen Orientierungsrahmen boten. Diesen auszuweiten und nachhaltig zu verankern war schon Jahrhunderte zuvor ein wesentliches Merkmal der Herrschaftsausübung Karls des Großen (*747 oder 748; † 814, König ab 768, Kaiser ab 800) des Charlemagne der Franken (siehe Reichsidee).
Noch über das Grand Dessin hinaus ging der Entwurf von William Penn (* 1644; † 1718) für eine Zusammenführung der europäischen Staatenwelt. In seinem Essay toward the Present and Future Peace of Europe (1691–1693 verfasst) wurden auch Russland und die Türkei als potentiell zugehörig behandelt, eine deutlich über die territoriale Ausdehnung der heutigen EU hinausreichende Vorstellung.
Immanuel Kants Schrift Zum ewigen Frieden (1795) kann im weiteren Sinne ebenfalls unter die Vorläufer einer europäischen Einigung gerechnet werden, da sie einen föderalen Zusammenschluss republikanischer Staaten als Voraussetzung des Weltfriedens ansah.
Der französische Schriftsteller Victor Hugo forderte als Vorsitzender des zweiten internationalen Friedenskongresses 1849 die „Vereinigten Staaten von Europa“. Verwirklichungschancen hatte allerdings im gegebenen historischen Umfeld keine dieser Vorstellungen. Hugos Vorstoß richtete sich sogar direkt gegen die vorherrschende politische Tendenz der Zeit, die den souveränen Nationalstaat verherrlichte und Europa alsbald in die Konkurrenz imperialistischer Mächte trieb.

## Die europäische Einigungsbewegung als Folgewirkung zweier Weltkriege

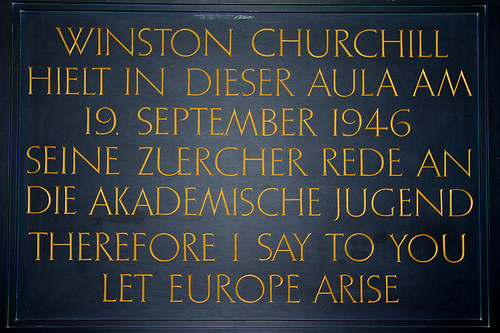
Erinnerungstafel an Churchills Rede in der Aula der Universität Zürich

Die verhängnisvollen Entstehungsmechanismen des Ersten Weltkriegs, das Massensterben in den Materialschlachten des Stellungskriegs und der Schwächezustand des Kontinents als Kriegsfolge haben in den 1920er Jahren erstmals breiter fundierte europäische Einigungsbewegungen hervorgebracht. Ein ausgeprägtes inhaltliches Profil hatte insbesondere die Paneuropa-Union, gegründet und geführt von Richard Coudenhove-Kalergi, der aus der untergegangenen Österreichisch-Ungarischen Monarchie stammte. Im Paneuropäischen Manifest vom 1. Mai 1924 beschwor er drei Gefahren herauf: einen weiteren europäischen Krieg, die Eroberung Europas durch ein zur Weltmacht aufsteigendes, diktatorisch geführtes Russland und den wirtschaftlichen Ruin Europas, verbunden mit der Perspektive, als amerikanische Wirtschaftskolonie fortzuexistieren.

„Die einzige Rettung vor diesen drohenden Katastrophen ist: Paneuropa; der Zusammenschluss aller demokratischen Staaten Kontinentaleuropas zu einer internationalen Gruppe, zu einem politischen und wirtschaftlichen Zweckverband. Die Gefahr des europäischen Vernichtungskriegs kann nur gebannt werden durch einen paneuropäischen Schiedsvertrag; die Gefahr der russischen Herrschaft kann nur gebannt werden durch ein paneuropäisches Defensivbündnis; die Gefahr des wirtschaftlichen Ruins kann nur gebannt werden durch eine paneuropäische Zollunion.“

Trotz der Unterstützung, die die Paneuropa-Union durch ihren Ehrenpräsidenten, den mehrmaligen französischen Außen- und Premierminister Aristide Briand erhielt, gelang es nicht, die wirtschaftlichen Interessenverbände und andere internationale Friedensbewegungen in das Boot der Paneuropa-Union zu holen. Nationale und nationalistische Strömungen behielten – zumal in den Turbulenzen der Weltwirtschaftskrise – die Oberhand. In Deutschland forderte die Sozialdemokratische Partei (SPD) 1925 in ihrem Heidelberger Programm die „Vereinigten Staaten von Europa“ und erntete den Vorwurf, die nationalen Interessen zu verraten. Erst nach 1945 beziehungsweise 1972 entwickelte sich die Paneuropa-Union unter Otto von Habsburg zu einer Organisation, die neben den Einigungsbestrebungen das im Ost-West-Konflikt „vergessene“ Mitteleuropa zum Thema machte.
Das von Adolf Hitler im Zweiten Weltkrieg verfolgte Ziel, Europa in ein „Großgermanisches Reich“ unter nationalsozialistischer Führung zu verwandeln, in dem nach rassistischer NS-Doktrin arische „Herrenmenschen“ über zu „Untermenschen“ degradierte Nichtarier hätten herrschen sollen, löste unmittelbar nach dem Kriegsende neuerliche Aktivitäten für einen gleichberechtigten Zusammenschluss europäischer Staaten aus. Daran wirkten die in der Nachkriegszeit gegründete Union Europäischer Föderalisten seit 1946 und die Europäische Bewegung International seit 1948 wesentlich mit. Winston Churchill hielt am 19. September 1946 an der Universität Zürich eine Rede, in der er – wie schon Victor Hugo – von den „United States of Europe“ nach dem Vorbild der „United States of America“ sprach.
Das American Committee on United Europe unterstützte die European Conference on Federation, die erstmals am 7. Mai 1948 unter dem Vorsitz von Winston Churchill in Den Haag tagte und an der Parlamentsmitglieder der 16 Empfängerländer des Marshallplans teilnahmen. Es wurde an einem Entwurf für eine Verfassung der Vereinigten Staaten von Europa gearbeitet und im Jahr 1949 der Europarat in Straßburg gegründet. Zunächst berührte dieser die Souveränität der Mitgliedstaaten kaum (mit Ausnahme des in Verbindung damit geschaffenen Europäischen Gerichtshofs für Menschenrechte). Die ursprüngliche Hoffnung, der Europarat könne zum Kern eines vereinigten Europas werden, erstarb aber bald an den Intentionen Großbritanniens, welches seine Zukunft nach wie vor eher im weltweiten Commonwealth of Nations sah als in Europa.

## Der westeuropäische Integrationsansatz (1951–1989)
An die von Coudenhove-Kalergi genannten Motive einer europäischen Einigung konnte dennoch nahezu nahtlos angeknüpft werden. Die USA setzten mit den in den Jahren 1948 bis 1952 gegebenen Marshallplan-Geldern ein Signal, dass sie die kontinentaleuropäische Wirtschaft schnell wieder aufbauen wollten und damit positive Impulse für den Einigungsprozess. 1948 gründeten 18 westeuropäische Staaten die Organisation für europäische wirtschaftliche Zusammenarbeit (OEEC), durch die diese Staaten in den Entscheidungsprozess über die Verwendung der Mittel aus dem Marshallplan eingebunden wurden. Ausschlaggebend für den schließlich erfolgreichen Anlauf des europäischen Wiederaufbauprogramms war, dass sich nun die Regierungen der Gründerstaaten das Einigungsprojekt zu eigen machten. Die deutsche Bundesregierung unter Kanzler Konrad Adenauer konnte die internationale Isolierung durchbrechen und die gewünschte Westintegration einleiten; für Frankreich ergab sich die Chance, sich dauerhaft vor deutscher Wirtschaftsmacht und Revanchegelüsten zu schützen: Das Ende der „Erbfeindschaft“ zeichnete sich ab.

### Das Fundament: „Montanunion“ (EGKS)

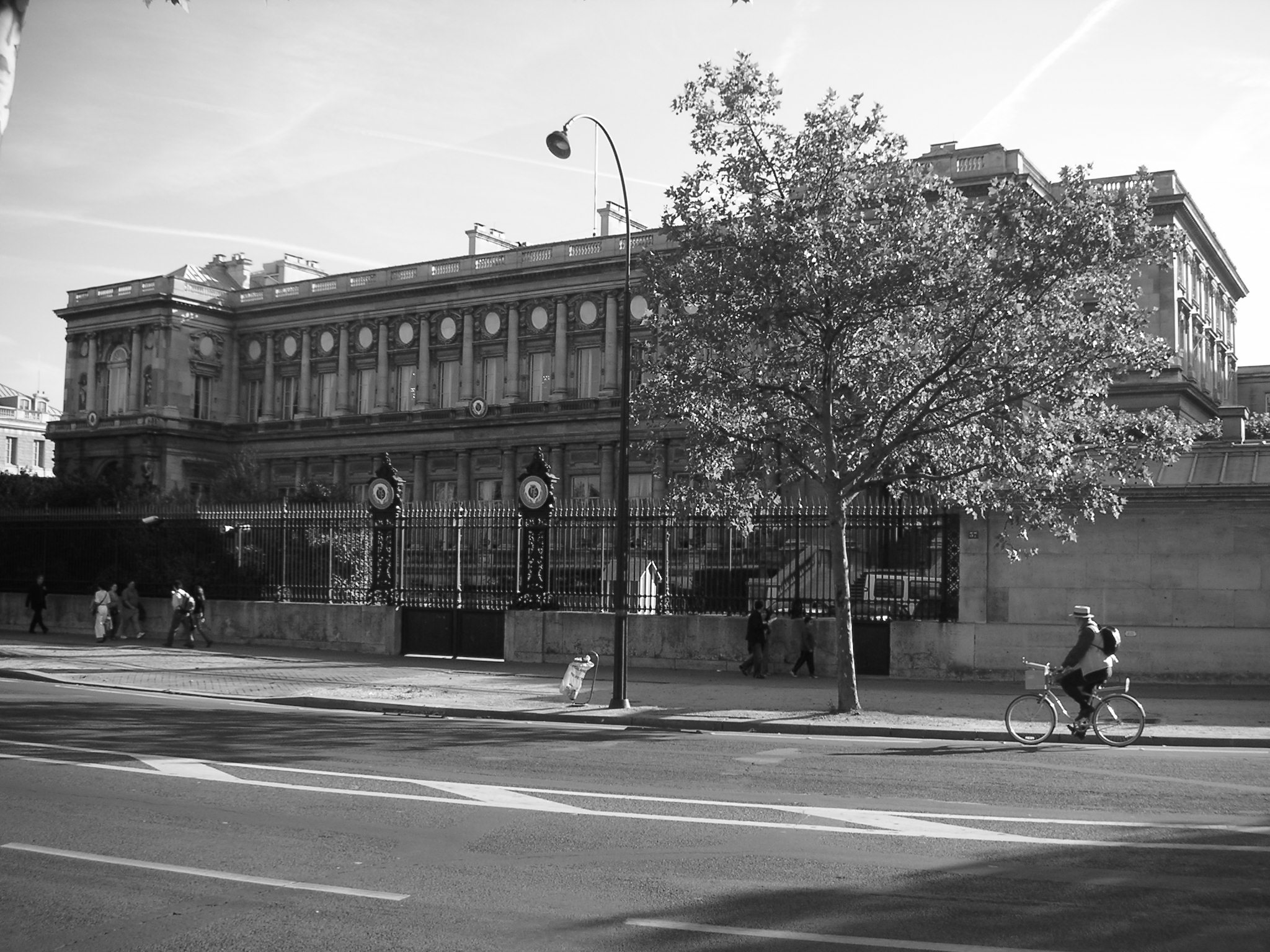
Quai d’Orsay

Am 9. Mai 1950 gab der französische Außenminister Robert Schuman am Quai d’Orsay den nach ihm benannten, aber im Wesentlichen von Jean Monnet entwickelten Schuman-Plan bekannt, der die Schaffung einer Europäischen Gemeinschaft für Kohle und Stahl (EGKS, „Montanunion“) als Grundstein für die wirtschaftliche und politische Einigung westeuropäischer Staaten vorsah. Die Errichtung der Montan-Union wurde als sensationelle Wende der französischen Außenpolitik empfunden, hatte Frankreich doch bis dahin auf Großbritannien als seinen wichtigsten europäischen Partner bei der Verhinderung eines deutschen Wiedererstarkens gesetzt. Dieser Gedanke trug noch die Westunion des Jahres 1948. Doch die Briten, die sich ihrem Commonwealth einstweilen näher fühlten, hatten alle supranational-europäischen Initiativen boykottiert. Um das Potenzial der deutschen Eisen- und Stahlindustrie als Ausgangspunkt einer Bedrohung der französischen Sicherheitsinteressen künftig auszuschalten (Ruhrfrage), setzte Monnet auf gemeinsame Produktionsbedingungen und Kontrolle unter dem Dach einer supranationalen Hohen Behörde.
Für die deutsche Seite, die die Fesseln des Ruhrstatuts, welches seit 1949 für die Montanindustrie des Ruhrgebiets eine Lenkung und Aufsicht durch eine Internationale Ruhrbehörde in Düsseldorf vorsah, überwinden wollte, und für Bundeskanzler Konrad Adenauer, der nach der Magnettheorie den Ausgleich mit Frankreich suchte, war die in Aussicht stehende Montanunion zum gegebenen Zeitpunkt eine unverhoffte und sofort zu ergreifende Chance. Die Benelux-Staaten und Italien schlossen sich trotz Bedenken hinsichtlich der Konkurrenzfähigkeit der eigenen Stahlindustrie aus politischen Gründen an; nicht an einem europäischen Einigungsprozess beteiligt zu sein, erschien ihnen als das größere Risiko.

Flagge der EGKS

In den sich fast ein Jahr hinziehenden Verhandlungen wurden auf Initiative der kleineren Staaten neben der „Hohen Behörde“ ein Ministerrat aus Vertretern der beteiligten Staaten und eine Parlamentarische Versammlung zur Kontrolle der demokratischen Legitimation der Gemeinschaftsbehörde eingerichtet. Am 18. April 1951 unterzeichneten die Außenminister in Paris den Vertrag für die Montanunion, die nach der Ratifizierung in den Mitgliedstaaten am 10. August 1952 mit der Errichtung eines gemeinsamen Marktes für Kohle und Stahl beginnen konnte. Der am 24. Juli 1952 in Kraft getretene EGKS-Vertrag lief wie vereinbart nach 50 Jahren am 23. Juli 2002 aus.

### Frankreichs Schwanken: Das Scheitern der EVG
Mit Beginn des Koreakriegs am 25. Juni 1950 wurden US-amerikanische Forderungen drängender, Westdeutschland wiederzubewaffnen und der Bundesrepublik einen Beitrag zur militärischen Verteidigung Westeuropas gegen die Bedrohung durch den Ostblock abzuverlangen. Für Franzosen und andere Westeuropäer, die noch unter dem Eindruck der deutschen Besatzungsherrschaft im Zweiten Weltkrieg standen, schien der Wiederaufbau von unter eigenem Kommando agierenden westdeutschen Militärverbänden kaum hinnehmbar zu sein. Andererseits kam eine Brüskierung der sich für westeuropäische Sicherheit verbürgenden US-Amerikaner nicht in Frage. In dieser Zwickmühle verfiel der französische Premierminister René Pleven auf eine Idee, die ohne diese konkreten Umstände zweifellos lange Zeit nicht hätte ernsthaft gedacht werden können. Der Pleven-Plan sah eine Europäische Verteidigungsgemeinschaft (EVG) vor, in der bundesdeutsche Militärverbände und die Streitkräfte anderer Nationen integriert sein sollten:

„Eine Armee des geeinten Europas, gebildet aus Männern der verschiedenen europäischen Nationen, soll, soweit dies irgend möglich ist, eine vollständige Verschmelzung der Mannschaften und Ausrüstung herbeiführen, die unter einer einheitlichen politischen und militärischen europäischen Autorität zusammengefasst werden.“

Nur unter deutlichen Vorbehalten fand der Pleven-Plan die Zustimmung der Partner, die das Instrument einer europäischen Armee als zu wenig effizient und wegen des damit verbundenen Verhandlungs- und Koordinierungsbedarfs als verzögerungsträchtig ansahen. Die US-Regierung konnte daher durchsetzen, dass alternativ zu den EVG-Planungen auch Verhandlungen über die Aufstellung bundesdeutscher Kampftruppen und ihre Unterstellung unter NATO-Kommando geführt werden. Diese Variante wurde von der deutschen Bundesregierung klar favorisiert, weil sie rascher die angestrebte Gleichberechtigung und die Ablösung alliierter Vorbehaltsrechte versprach. Monnet konnte aber den NATO-Oberbefehlshaber Dwight D. Eisenhower dann doch überzeugen, dass nur die EVG-Lösung für die Westeuropäer akzeptabel wäre, sodass die Amerikaner ihr Alternativmodell suspendierten.
Zum Scheitern der EVG und der daran gekoppelten Europäischen Politischen Gemeinschaft (EPG) führte nach zweijährigem politischen Gerangel um Nachbesserungen letztlich das negative Votum der französischen Nationalversammlung, welche die Ratifizierung des EVG-Vertrags am 30. August 1954 ablehnte. Mitursächlich waren die erwarteten Kosten der EVG-Beteiligung, die etwa 25 % des französischen Staatsbudgets beansprucht und Frankreich den Weg zur Atommacht verstellt hätten. Folge der französischen Absage an die EVG war, dass das amerikanische Alternativmodell kurzfristig umgesetzt wurde und mit dem Eintritt der Bundesrepublik Deutschland in die WEU und in die NATO 1955 die Gründung der Bundeswehr einherging.

### Integrationsmotor Wirtschaft: EWG und EURATOM
Jean Monnet, der bereits den Schuman- und den Pleven-Plan entwickelt hatte, ließ sich vom Scheitern der EVG nicht entmutigen, sondern fand 1955 neue Ansatzpunkte und mit dem belgischen Außenminister Paul-Henri Spaak den geeigneten Mittler, um den hart abgebremsten europäischen Einigungsprozess mit neuen Impulsen zu versorgen. An den Großprojekten Europäische Verteidigungsgemeinschaft und Europäische Politische Gemeinschaft hatten sich die Franzosen und die Gemeinschaft verhoben, sodass nun wieder überschaubarere, am Beispiel der EGKS orientierte Integrationsschritte sinnvoll und möglich schienen. Die Felder der Wirtschaftspolitik rückten daher erneut ins Blickfeld, wobei insbesondere die friedliche Nutzung der Atomenergie sich als Sinnbild für Fortschritt und Aufbruch anbot. Monnets wirtschaftsorientierter Vergemeinschaftungsansatz wurde um den vom niederländischen Außenminister Johan Willem Beijen favorisierten Einstieg in die gesamtwirtschaftliche Integration auf der Basis einer Zollunion ergänzt.
Auf einer Außenministerkonferenz in Messina im Jahr 1955 wurden diese Vorschläge unterstützt und Perspektiven zur schrittweisen Vereinheitlichung der Volkswirtschaften, der Schaffung eines gemeinsamen Marktes sowie zur Harmonisierung der Sozialpolitik formuliert. Dennoch galt es auch hier ungelöste Probleme und erhebliche Widerstände zu überwinden. Frankreich befürchtete die unzureichende Wettbewerbsfähigkeit seiner Industrie und strebte eine Vorabregelung der Atomnutzung an. In Westdeutschland wandten sich der bereits auf den Weltmarkt setzende Wirtschaftsminister Ludwig Erhard und Atomminister Franz Josef Strauß, der auf eine diesbezügliche Zusammenarbeit mit den USA größere Erwartungen hegte, gegen diese Ausweitung der europäischen Integration.

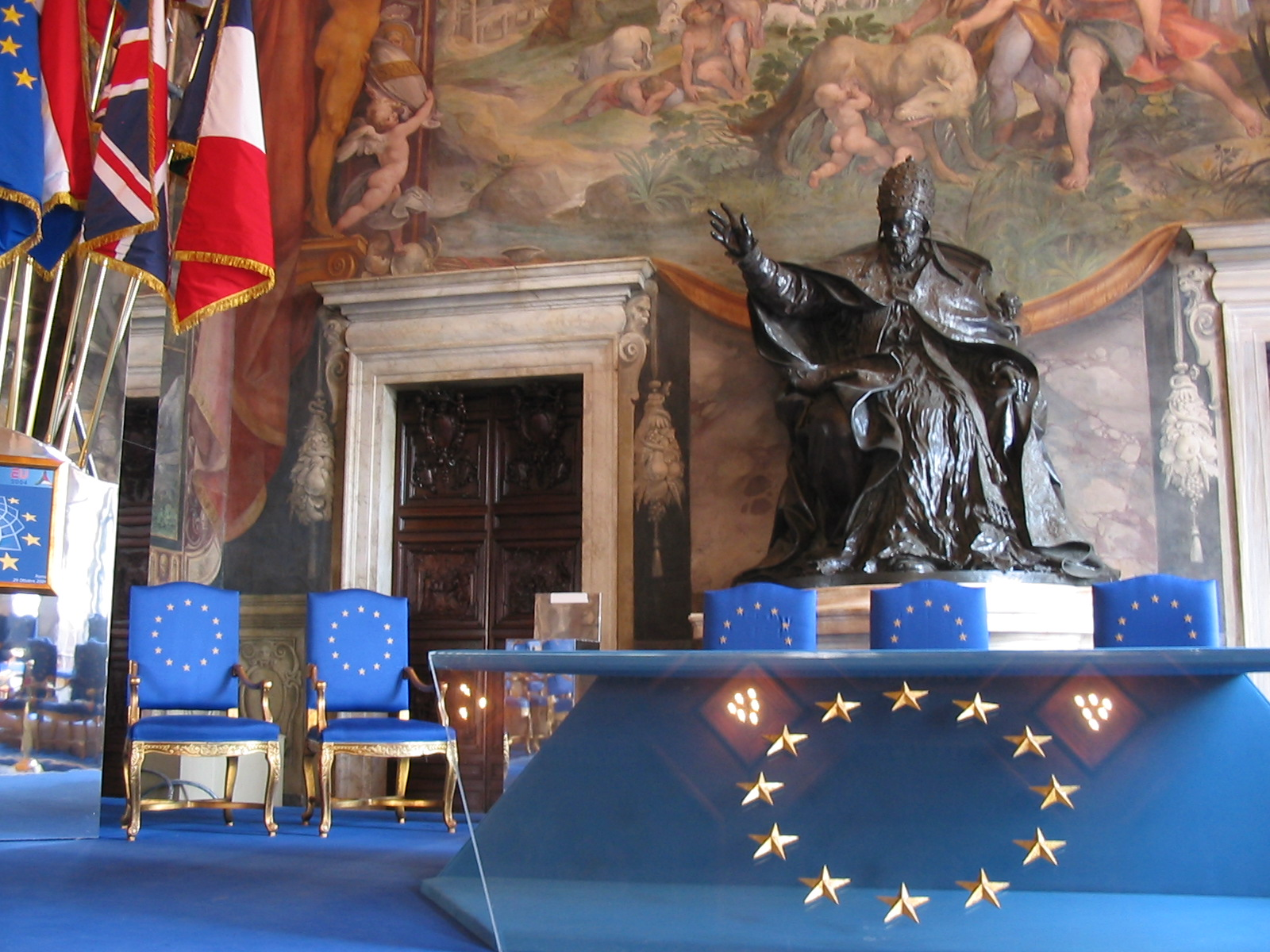
Gründungssaal in Rom

Der französische Widerstand konnte dadurch neutralisiert werden, dass ein für die französischen Bauern chancenreicher gemeinsamer Agrarmarkt winkte. Und in der Bundesrepublik nahm Bundeskanzler Adenauer seine Richtlinienkompetenz in Anspruch, um die widerspenstigen Minister auf seine Linie zu verpflichten, während die USA ihre Bereitschaft zu atomarer Zusammenarbeit mit der Bundesrepublik wiederum davon abhängig machten, dass diese der europäischen Atomgemeinschaft beiträte. Die Sueskrise 1956 tat ein Übriges, der französischen Regierung das Zusammenrücken mit der Bundesrepublik ratsamer erscheinen zu lassen, und so konnten am 25. März 1957 in Rom von den Vertretern der sechs Staaten (Außenminister Paul-Henri Spaak, Bundeskanzler Konrad Adenauer, Außenminister Christian Pineau, Ministerpräsident Antonio Segni, Ministerpräsident Joseph Bech und Außenminister Joseph Luns) der Montanunion die Verträge zur Europäischen Wirtschaftsgemeinschaft (EWG) und zur Europäischen Atomgemeinschaft (Euratom bzw. EAG) unterzeichnet werden. Diese sogenannten Römischen Verträge traten zu Beginn des Jahres 1958 in Kraft.
Aus dem EWG-Vertrag resultierten drei neue Finanzierungsinstrumente der Gemeinschaft:
- der Europäische Sozialfonds zur Beschäftigungsförderung sowie zur Hebung des Lebensstandards;
- die Europäische Investitionsbank zur Förderung wirtschaftlich strukturschwacher Gebiete, zur Modernisierung der Unternehmen sowie zur „Schaffung neuer Arbeitsmöglichkeiten“;
- der Europäische Entwicklungsfonds für die Organisation Afrikanischer, Karibischer und Pazifischer Staaten, die als Folge der Kolonialzeit „besondere Beziehungen“ mit den Mitgliedstaaten Belgien, Frankreich, Italien und Niederlande pflegten.

Im Unterschied zur EGKS, wo die Hohe Behörde als Entscheidungsorgan fungierte, war es in der EWG der Ministerrat, der Verordnungen und Richtlinien erließ. Diesem Interessenorgan der Mitgliedstaaten war als Gemeinschaftsorgan die Europäische Kommission beigeordnet, deren Mitglieder zwar im gegenseitigen Einvernehmen der Mitgliedstaaten ernannt werden, die aber regierungsunabhängig das Initiativmonopol für die gemeinschaftliche Rechtsetzung ausübten. Rechenschaftspflicht der Kommission bestand gegenüber dem Europäischen Parlament, das im Gegensatz zu nationalen Parlamenten anfänglich mit nur wenig verbindlichen Rechten ausgestattet war und eher die Rolle eines demokratischen Feigenblatts spielte, während die demokratische Legitimation der Gemeinschaft sich hauptsächlich aus dem Einfluss der durch nationale Wahlen und Parlamente bestimmten Regierungsvertreter in den Gemeinschaftsinstitutionen speiste. Als Rechtsprechungsorgan fungierte der bereits im Zusammenhang mit der EGKS gegründete Europäische Gerichtshof mit Sitz in Luxemburg.
Zum Sitzungsort der Kommission von EWG und EURATOM wurde Brüssel bestimmt. Die EGKS behielt ihren Sitz in Luxemburg und die Beratenden Versammlungen (bald darauf: Europäisches Parlament) tagten am Sitz des Europarates in Straßburg; Monnets Plan zur Schaffung einer europäischen Hauptstadt nach dem Muster von Washington, D.C. wurde mithin nicht verwirklicht.
Im Gegensatz zur EWG, die schon wegen der schneller als in den Verträgen vorgesehen sich verwirklichenden Zollunion zum Integrationsmotor wurde, hatte die EURATOM früh an Ausstrahlung verloren, weil die Mitgliedstaaten, insbesondere Frankreich als einzigem Aspiranten auf Kernwaffen, letztlich stärker die eigenen Atomenergieprogramme betrieben als das Gemeinschaftsprojekt und weil die Kernenergie die hochgesteckten Erwartungen insgesamt nicht erfüllte.

### Von der Blockade zur Erweiterung
1958 war nicht nur das Jahr, in dem die Römischen Verträge wirksam wurden und zur Bewährung anstanden, sondern auch das Jahr der durch den Algerienkrieg bedingten Staatskrise und der Verfassungsreform in Frankreich, in dem Charles de Gaulle zum starken Mann der V. Republik wurde. Auch für die europäische Einigung sollte er zum bestimmenden Faktor des folgenden Jahrzehnts werden – in bremsender Funktion allerdings. Dies zeigte sich unverzüglich, als die von Großbritannien angestoßene Zusammenführung von EWG und OEEC zu einer großen Freihandelszone an seinem Widerstand scheiterte. Zwar war auch de Gaulle kein Freund weiter gehender supranationaler Strukturen, doch legte er als Gegengewicht zur britischen Initiative den Plan einer politischen Union der Gemeinschaft mit starken nationalstaatlichen Souveränitätsvorbehalten im Sinne eines „Europa(s) der Vaterländer“ vor. De Gaulle ging es dabei darum, Frankreich als Führungsnation eines Blocks westeuropäischer Länder seinen verloren gegangenen Großmachtstatus zurückzugeben. Beide Initiativen drangen nicht durch, sodass es einerseits nur zu einer EFTA-Freihandelszone ohne EWG kam, andererseits – nach einer Abfuhr der Benelux-Staaten für de Gaulles Pläne – zu dessen verstärktem Interesse an einer weiteren Aussöhnung und engeren Zusammenarbeit mit der Bundesrepublik Deutschland. Diese wurde am 22. Januar 1963 im Élysée-Palast mit der Unterzeichnung des deutsch-französischen Freundschaftsvertrags durch Adenauer und de Gaulle besiegelt.
Unterdessen hatten Großbritannien und Dänemark im August 1961 erstmals einen Aufnahmeantrag an die EWG gerichtet, dem sich nur de Gaulle energisch in den Weg stellte, da er Frankreichs Führungsrolle ungeschmälert erhalten wollte. Damit weckte er allerdings auch Widerstände in der Gemeinschaft, die in deren bisher schärfste Krise mündeten: Angesichts eines bevorstehenden Übergangs vom Einstimmigkeitsprinzip im Ministerrat zu einer gehäuften Zahl von Mehrheitsentscheidungen (also zu verstärkter Supranationalität) nahm de Gaulle das Scheitern der französischen Vorstellungen zur Agrarmarktfinanzierung als Anlass, am 1. Juli 1965 die französischen Vertreter im Ministerrat zurückzuziehen und damit die Fortentwicklung der Gemeinschaft auf Eis zu legen („Politik des leeren Stuhls“). Daran änderte auch der Luxemburger Kompromiss vom Januar 1966 nur wenig, der das französische Abseits beendete. Denn das Mehrheitsprinzip im Ministerrat war dadurch ebenso dauerhaft geschwächt wie die in ihrer Gestaltungsfunktion beschnittene Kommission. Auch ein zweites britisches Beitrittsgesuch 1967 scheiterte schon im Ansatz an der Obstruktion de Gaulles. Die in demselben Jahr beschlossene Fusion von EGKS, EWG und EURATOM zu den Europäischen Gemeinschaften (EG) änderte an den bestehenden Strukturen wenig. Das Ziel der Zollunion wurde 1968 erreicht.
Neue Perspektiven für die Gemeinschaft ergaben sich erst nach dem Rücktritt de Gaulles infolge der Unruhen des Jahres 1968. Auf dem Gipfeltreffen der Regierungschefs in Den Haag 1969, wo diese erstmals kollektiv als Weichensteller der EG die Initiative ergriffen, wurden Signale sowohl für eine Vertiefung als auch für die Erweiterung der Gemeinschaft gesetzt. Zwar waren auch danach auf allen Seiten noch erhebliche Hürden politischer wie ökonomischer Natur aus dem Weg zu räumen – in Großbritannien, Norwegen und Dänemark rangen Beitrittsbefürworter und -gegner lange erbittert miteinander. 1972 beschlossen die Staats- und Regierungschefs der EG-Staaten in Paris, die „Gesamtheit der Beziehungen der Mitgliedstaaten in eine Europäische Union“ umzuwandeln. Form und Inhalt der Europäischen Union wurden aber nicht verbindlich festgelegt. Auch ein 1976 im Auftrag des Europäischen Rates veröffentlichter Bericht über die Europäische Union brachte ebenfalls keinen neuen Anstoß, obwohl er verhältnismäßig begrenzte Ziele für die Europäische Union setzte. Zum 1. Januar 1973 wurde letztlich für Großbritannien, Irland und Dänemark der Beitritt wirksam. Nur die Norweger hatten sich in einer Volksabstimmung gegen die Mitgliedschaft ausgesprochen (und sollten dies 1994 wiederholen). Grönland, das als autonomer Teil Dänemarks mit diesem zusammen beigetreten war, verließ die EG nach einer Volksabstimmung zum 1. Februar 1985 wieder, vor allem wegen der Überfischung grönländischer Gewässer durch europäische Fangflotten (siehe Grönland-Vertrag).

### Die Überwindung der „Eurosklerose“: EWS und EEA
Die weitere Entwicklung des europäischen Einigungsprojekts hing auch nach dem Ende der Ära de Gaulle und in dem seit 1973 erweiterten Mitgliederkreis hauptsächlich ab von der Bereitschaft der Regierungschefs zur Zusammenarbeit und zu Kompromissen, die mit den vorrangigen nationalen Interessen aller Mitgliedstaaten vereinbar waren. In dem als offizielles Organ der Gemeinschaft lange gar nicht existierenden Europäischen Rat waren daher nach zähesten Verhandlungen in der Regel nur bescheidene Ergebnisse möglich, die in der europäischen Öffentlichkeit als faule Kompromisse und Ausdruck von Kuhhändeln wahrgenommen wurden.
Ein häufig wiederkehrender Handlungsschwerpunkt der EG war die Gemeinsame Agrarpolitik, die in der Folgezeit die Gemeinschaft zu lähmen drohte. Zur Mitte der 1970er-Jahre wendete die EG fast 90 % ihres Haushaltes für Subventionen für die Landwirtschaft auf. Der hohe Agraranteil war dadurch begründet, dass kein anderer Subventionsbereich auf die EG-Ebene verlagert wurde.
Aussicht auf verstärkte Integration bot seit dem Gipfel von Den Haag Ende 1969 vor allem das Vorhaben einer Wirtschafts- und Währungsunion (WWU). Die Destabilisierung des US-Dollars als Weltleitwährung (das Bretton-Woods-System brach 1973 zusammen), die die Währungen auch der europäischen Volkswirtschaften unter spekulationsbedingten Auf- bzw. Abwertungsdruck setzte, machte das Projekt eines die Kurse stabilisierenden Währungsverbunds der EG-Mitglieder attraktiv (Werner-Plan vom Oktober 1970). Doch sollten sich die noch fehlende Harmonisierung der wirtschaftlichen Bedingungen in den Mitgliedstaaten, die Aufhebung der Golddeckung des US-Dollars und der erste Ölpreis-Schock im Gefolge des Jom-Kippur-Kriegs 1973 als so nachteilig erweisen, dass das Vorhaben den Spekulationswellen nicht standhielt: Die Wechselkurse der Mitgliederwährungen wurden wieder freigegeben und in den meisten Ländern dominierte wieder Währungspolitik im je eigenen nationalen Interesse.
Einen neuen Anstoß erhielt das Projekt 1977 durch den britischen Kommissionspräsidenten (und vormaligen Finanzminister) Roy Jenkins, der es als geeignetes Mittel zur Erschließung der Binnenmarktpotenziale, zur Inflationsdrosselung und Beschäftigungsförderung vorstellte. Erst die Unterstützung durch das deutsch-französische Tandem Helmut Schmidt und Valéry Giscard d’Estaing gab dieser Initiative die nötige Schubkraft. Zum 1. Januar 1979 trat das Europäische Währungssystem (EWS) in Kraft, innerhalb dessen die Mitgliederwährungen nur noch Schwankungsbreiten der Wechselkurse von +/- 2,25 % aufweisen sollten und bei Bedarf von den Notenbanken durch einen neu geschaffenen Stützungsfonds (Europäischer Fonds für währungspolitische Zusammenarbeit) Hilfen dazu erhalten sollten. Als gemeinschaftsinterne Verrechnungseinheit im Zahlungsverkehr und bei den Budgetfestlegungen wurde die ECU (Europäische Währungseinheit) eingeführt, der bis zur Ablösung durch den Euro seinen Zweck erfüllte. Die von Jenkins geweckten Erwartungen an das EWS wurden auf mittlere Sicht tatsächlich bestätigt, wenngleich die britische Regierung eine Beteiligung daran als zu weit gehenden Integrationsschritt ablehnte.
Neuen Herausforderungen stellte sich die Gemeinschaft, als sie sich mit Beitrittsanträgen der europäischen „Südstaaten“ Griechenland, Spanien und Portugal befasste, die einen politischen Systemwechsel vollzogen hatten. Die jeweiligen autoritären Regime waren durch Demokratien westlichen Typs abgelöst worden, so dass die lange unterdrückten Bevölkerungen nun auch politisch-moralische Ansprüche auf Einbeziehung in den europäischen Integrationsprozess geltend machen konnten. Die Griechen, die ihre Mitgliedschaft bereits 1975 beantragt hatten, wurden 1981 formell aufgenommen, während die Beitrittsverhandlungen mit Spanien und Portugal sich wegen wirtschaftlicher und finanzieller Bedenken der Altmitglieder einerseits sowie Forderungen nach Sonderregelungen und Vergünstigungen andererseits länger hinzogen. Sehr fraglich schien es zu diesem Zeitpunkt, ob die rückständige industrielle Produktion der Neuen sich dem Wettbewerb der Gemeinschaft würde stellen können. Umgekehrt wurden die volkswirtschaftlich besonders bedeutsamen Agrarsektoren dieser Kandidaten von den Altmitgliedern sehr problematisch gesehen, denen starke Konkurrenz z. B. bei Wein und Südfrüchten sowie außerdem durch die spanische Fischerei drohte. Ein stark wachsender Agrarmarkt würde die in diesem Bereich bereits ohnehin durch Preisgarantien und Stützungskäufe unverhältnismäßig hohe Belastung des Gemeinschaftshaushalts noch erheblich steigern. Griechenland als jüngstes Mitglied ließ sich seine Zustimmung zu den schließlich 1986 wirksam werdenden Beitritten Spaniens und Portugals nur durch erhebliche Sondervergünstigungen abhandeln.
Die sehr zögerliche Aufnahme der beiden iberischen Staaten spiegelte eine Phase innerer Lähmung, die die Gemeinschaft zu Anfang der 1980er-Jahre befallen hatte, als die britische Premierministerin Margaret Thatcher eine Abänderung der Finanzierungsgrundlagen der EG zugunsten Großbritanniens einforderte („I want my money back!“) und das zur Voraussetzung jeglicher Kooperationsbereitschaft in wichtigen Fragen der Gemeinschaftsentwicklung machte. Erst als die Differenz zwischen hohen Einfuhrzöllen, die Großbritannien an den EG-Haushalt abzuführen hatte, und relativ geringen Rückflüssen für die britische Landwirtschaft (beides hing mit Besonderheiten der in den Commonwealth of Nations eingebundenen Wirtschaftsstruktur der Insel zusammen) durch den sogenannten „Britenrabatt“ 1984 großzügig abgegolten wurde (ein 40-prozentiger Nachlass auf die britischen Pflichtbeiträge zum EG-Haushalt, der durch die Erhöhung der EG-Eigenmittel aus der Mehrwertsteuer ausgeglichen werden musste), endete diese Eurosklerose. Zudem wurden 1984 zwei Ausschüsse eingesetzt, die eine Wiederbelebung des Integrationsprozesses fördern sollten: der Ausschuss für das „Europa der Bürger“ unter Leitung von Pietro Adonnino und der Ad-hoc-Ausschuss für institutionelle Fragen unter Leitung von James Dooge. Beide Ausschüsse stellten im Folgejahr ihre Abschlussberichte vor: Während der Adonnino-Ausschuss verschiedene Reformen auf der Ebene von Symbolen vorschlug, so die Einführung einer Europahymne und die Übernahme der Flagge des Europarats für die EG, aber auch praktische Neuerungen wie das Wahlrecht aller EG-Bürger bei lokalen Wahlen an ihrem Wohnort anging, setzte sich der Dooge-Ausschuss für institutionelle Neuerungen wie eine Erweiterung der Mehrheitsentscheide im Ministerrat und eine Stärkung des Europäischen Parlaments ein.

Europaflagge

Mit Jacques Delors stand der Europäischen Kommission ab 1985 ein Präsident vor, der die Integration der Gemeinschaft energisch förderte, indem er die Vollendung des Europäischen Binnenmarkts konsequent vorantrieb. Dazu sollten die Römischen Verträge von 1957 ergänzt und die politischen Entscheidungsstrukturen im Sinne des Dooge-Berichts verbessert werden: Stärkung des Mehrheitsprinzips im Rat sowie der Stellung des 1979 erstmals direkt gewählten Europäischen Parlaments durch Einführung des neuen Verfahrens der Zusammenarbeit zwischen Rat und Parlament. Im Februar 1986 unterzeichnet, trat die Neuausrichtung der Gemeinschaft in Gestalt der Einheitlichen Europäischen Akte (EEA) im Juli 1987 in Kraft.
Der Zeitplan sah vor, dass der Europäische Binnenmarkt bis Ende 1992 in allen Feldern verwirklicht sein sollte. Zug um Zug wurde dieses Programm durch klare Zeitlimits und Kontrollen der Kommission bei zugleich enger Abstimmung mit dem Rat umgesetzt. Die Vorgaben der Gemeinschaft schlugen nun in deutlich erhöhtem Maße auf die einzelstaatliche Gesetzgebung in den Mitgliedsländern durch.

## Das Ende der Ost-West-Konfrontation und der Umbau des „europäischen Hauses“
Parallel zu Entwicklung und Inkrafttreten der Einheitlichen Europäischen Akte trat die Sowjetunion unter Michail Gorbatschow (erster Mann im Staat seit März 1985) mit Glasnost und Perestroika in eine Phase grundlegender Umgestaltung ihres politischen und gesellschaftlichen Systems ein, die auch auf internationaler Ebene Wirkungen zeitigte: Die seit Ende des Zweiten Weltkriegs bestehende Block-Konfrontation und das Wettrüsten wurden aufgegeben, ebenso die zur Rechtfertigung militärischer Interventionen in den sozialistischen „Bruderstaaten“ dienende Breschnew-Doktrin.
Der Ostblock löste sich seit dem Herbst 1989 auf, gefolgt vom Zerfall der Sowjetunion bis Ende 1991 und der Auflösung Jugoslawiens ab 1991. Zum Ostblock zählten die in der Sowjetunion vereinigten Unionsrepubliken wie Litauen, Estland und Lettland, die Volksrepublik Polen, die DDR, die Tschechoslowakei, Ungarn, Bulgarien und Rumänien. Der Eiserne Vorhang, der den europäischen Kontinent in zwei Blöcke geteilt hatte, wurde beseitigt, und die mittel- und osteuropäischen Länder erlangten ihre Souveränität zurück. In der DDR führten Wende und friedliche Revolution das Ende der SED-Regierung herbei und mündeten in die deutsche Wiedervereinigung.
Für die Siegermächte des Zweiten Weltkriegs und die EG ergab sich damit plötzlich und unerwartet eine absehbare Gewichts- bzw. Machtverschiebung zugunsten Deutschlands. In der mittelfristigen Perspektive stellte sich die Frage, wie die Einbeziehung der nun unabhängigen MOEL in den europäischen Integrationsprozess anzulegen und zu bewerkstelligen sei. Und im Hinblick auf Gorbatschows Vision eines gemeinsamen europäischen Hauses hieß es zu prüfen, bis zu welchen Dimensionen sich der europäische „Neu- oder Erweiterungsbau“ ausdehnen könnte bzw. sollte.

### Die Entstehung der Europäischen Union
Wie in der Gründungsphase der Europäischen Gemeinschaft nach dem Zweiten Weltkrieg wurde auch nach dem Ende des Kalten Kriegs die Deutsche Frage wieder zu einem Katalysator des europäischen Einigungsprozesses. Die Siegermächte Frankreich und Großbritannien standen einer deutschen Wiedervereinigung zunächst skeptisch und eher ablehnend gegenüber. Da aber die Tendenz unübersehbar war und es keine ernsthaft evidenten Gründe gab, den Deutschen viereinhalb Jahrzehnte nach Kriegsende die Selbstbestimmung zu verweigern, richtete sich das Bemühen des französischen Staatspräsidenten François Mitterrand zum Jahresende 1989 darauf, das künftige deutsche Machtpotenzial durch eine Vertiefung der europäischen Integration zu binden. Bundeskanzler Helmut Kohl und Außenminister Hans-Dietrich Genscher teilten diese Einschätzung – als Voraussetzung zur Wiedergewinnung der deutschen Einheit – und erwiesen sich auch nach der deutschen Wiedervereinigung als verlässliche europäische Partner, so dass sich seit dem 3. Oktober 1990 die EG-Verträge auch auf die fünf neuen Länder erstrecken konnten. Gemeinsam sorgten Mitterrand und Kohl für das Zusammentreten von Regierungskonferenzen zur Wirtschafts- und Währungsunion (Finanzminister) und zur politischen Union (Außenminister) noch im Dezember 1990. Ihrem Vorschlag gemäß sollten Umweltpolitik, Einwanderung und Asylrecht, Gesundheit und Drogenbekämpfung vergemeinschaftet werden, eine europäische Staatsbürgerschaft eingeführt und eine Gemeinsame Außen- und Sicherheitspolitik (GASP) auf den Weg gebracht werden. In dem am 7. Februar 1992 in Maastricht von den Außenministern unterzeichneten Vertrag über die Europäische Union (geläufig als „Vertrag von Maastricht“ oder „Unionsvertrag“) war außerdem die Zusammenarbeit in der Justiz- und Innenpolitik festgeschrieben sowie die Einführung einer gemeinsamen Währung bis spätestens 1. Januar 1999 vereinbart. Die Rolle des Europäischen Parlaments wurde durch die Einführung des Mitentscheidungsverfahrens, das es dem Rat der EU in einer Reihe von Politikfeldern gleichstellte, erneut aufgewertet.
Mit dem negativen dänischen Plebiszit vom Juni 1992 geriet der Unionsvertrag in eine Ratifizierungskrise (die Franzosen votierten im Dezember 1992 nur zu 51 % positiv). Erst nachdem die Dänen infolge Berücksichtigung gewisser Sonderinteressen (u. a. Nichtbeteiligung an der Währungsunion) in einer zweiten Volksabstimmung den Maastrichter Vertrag hatten passieren lassen und das deutsche Bundesverfassungsgericht Klagen gegen die Übertragung von Souveränitätsrechten auf die EU als – im gegebenen Rahmen – grundgesetzkonform zurückgewiesen hatte, konnte er zum 1. November 1993 in Kraft treten.
Bald danach – zum 1. Januar 1995 – traten mit Österreich, Schweden und Finnland nach zügigen Beitrittsverhandlungen drei Staaten der EU bei, die bis zum Ende der Ost-West-Konfrontation durch ihre strikte Neutralitätspolitik daran gehindert waren. Die Schweiz und Norwegen (nach neuerlichem Negativvotum der Bürger) blieben außen vor, sodass die Europäische Union nun 15 Mitglieder umfasste.
Mehr als die erst bei wenigen ins Bewusstsein gedrungene Unionsbürgerschaft hat – bereits vor dem Euro – der Abbau der Grenzkontrollen und Grenzanlagen zwischen den Bürgern der am Schengener Abkommen beteiligten Mitgliedstaaten ein Gefühl europäischer Zusammengehörigkeit wecken können. Die als Bestandteil des Binnenmarkts in der Einheitlichen Europäischen Akte festgeschriebene Personenfreizügigkeit wurde durch das 1985 in Schengen getroffene Abkommen zunächst von den Beneluxstaaten, Frankreich und der Bundesrepublik Deutschland auf den Weg gebracht, ohne dass aber die dazu nötige polizeiliche Zusammenarbeit und Vereinheitlichung der Visa die Durchführung schon gestattet hätte. In einem zweiten Abkommen (Schengen II) wurden 1990 solche der Sicherheit dienenden Regelungen getroffen, erst ab 1995 die Freizügigkeit aber tatsächlich praktiziert. Dabei handelt es sich der Sache nach nicht um EU-Vertragsrecht, wie man an den beteiligten Staaten erkennt. Denn unterdessen ist der Schengen-Raum bedeutend angewachsen und soll sich auch künftig noch ausweiten; er schließt zwar noch immer nicht alle EU-Mitgliedstaaten ein, dafür aber auch bereits einige Nichtmitglieder (Norwegen, Island, Liechtenstein und die Schweiz).

### Der Weg zum Euro als gemeinsamer Währung
Die Vorbereitungen zur endlichen Verwirklichung einer Wirtschafts- und Währungsunion waren zwar bereits vor dem Ende der Blockkonfrontation 1989 in ein konkretes Stadium getreten, ihre Durchsetzung allen dann folgenden Krisen und Widrigkeiten zum Trotz ist aber – wie der Unionsvertrag – kaum zu denken ohne die deutsch-französische Achse Mitterrand-Kohl und ohne die Dynamik einer grundlegend veränderten Welt- und europapolitischen Lage. Dem französischen Staatspräsidenten war die mit der Einführung des Euros zu vertiefende Wirtschafts- und Währungsunion wichtig für seine Zustimmung zur Wiedervereinigung Deutschlands. Deutschland sollte damit unwiderruflich in Europa eingebunden werden. Außerdem wollte Mitterrand die von vielen Franzosen als demütigend empfundene währungspolitische Abhängigkeit von der D-Mark als europäischer Leitwährung beenden.
Kohl war es, der Mitte 1988 Jacques Delors für die Projektleitung vorgeschlagen hatte; dieser wiederum hatte die Mitwirkung der Chefs der europäischen Zentralbanken an der Entwicklung entsprechender Pläne durchgesetzt, um den geballten Sachverstand der je obersten Währungshüter gegen zu erwartende Widerstände einzelner Regierungen ins Feld führen zu können. Es gelang ihm tatsächlich, die meisten Beteiligten für eine gemeinsame Strategie zu gewinnen; Margaret Thatcher (britische Premierministerin 1979–1990) fehlte es an Mitstreitern für ihren Widerstand.
Der Maastrichter Vertrag gab sowohl das Datum des Beginns der Währungsunion (1. Januar 1999) vor als auch die Voraussetzungen (EU-Konvergenzkriterien), die teilnahmewillige Mitgliedstaaten der Union bis dahin zu gewährleisten haben würden. Sie betrafen das Preisniveau, die Staatsverschuldung, den Wechselkurs und das Zinsniveau (jeweils in vorgegebenen Grenzen) mit dem Ziel einer gesamtwirtschaftlichen Stabilität.
Als die Deutsche Bundesbank einer wiedervereinigungs-bedingten Überhitzung im Juli 1992 durch eine Zinserhöhung zu begegnen suchte, löste sie damit schwere Turbulenzen bei den Währungen der Partnerländer aus, die wie Italien nach ausgebliebenen Stützungskäufen der Bundesbank abwerten mussten oder wie Großbritannien gleich das EWS ganz verließen (siehe „Schwarzer Mittwoch“). Eine Zusage der Bundesbank, den gleichfalls massiv unter Abwertungsdruck geratenen französischen Franc unbegrenzt zu stützen, rettete vermutlich die Währungsunion.
Allerdings blieb der Weg bis zur Einführung des (im Dezember 1994 so benannten) Euros auch weiterhin durch internationale Währungskrisen und mangelnde Berücksichtigung der Konvergenzkriterien in vielen EU-Staaten gefährdet. Erst ein von deutscher Seite Ende 1996 durchgesetzter Stabilitätspakt brachte die Wende: im Mai 1998 konnte der Europäische Rat feststellen, dass 11 Mitgliedstaaten (und bald darauf auch Griechenland) die Kriterien für die Teilnahme an der Währungsunion erfüllten. Zum 1. Januar 1999 wurde der Euro als Buchgeld eingeführt, zum 1. Januar 2002 als alleiniges Bargeldzahlungsmittel in sämtlichen Teilnehmerländern; – in beiden Fällen gab es keine nennenswerten Komplikationen.

### Geeintes Europa: die Osterweiterung
Der Anpassungsdruck, der die EU nach dem Ende des Kalten Kriegs erfasst hat, spiegelt sich in der dichter gewordenen Abfolge von Ergänzungen und Änderungen der Gemeinschaftsverträge. Neben und nach der noch festeren europäischen Verankerung des geeinten Deutschlands musste es darum gehen, die Voraussetzungen für die Integration der aus sowjetischer Hegemonie entlassenen Staaten Mittel- und Osteuropas zu schaffen.
Schon die Vielzahl der beitrittswilligen Staaten stand im Kontrast zu allen bis dahin stattgefundenen Erweiterungen der Gemeinschaft. Noch problematischer mussten sich jedoch die gegenüber der vorhandenen Gemeinschaft gänzlich verschiedenen wirtschaftlichen und sozialen Strukturen, Lebensbedingungen und das Wohlstandsgefälle darstellen. Andererseits zeigte das während der ersten Hälfte der 1990er Jahre in Nationenhass, Bürgerkrieg und ethnische Verfolgungen versinkende vormalige Jugoslawien, wie wichtig Modell und Praxis der europäischen Integration zur Stabilisierung der im Umbruch befindlichen postkommunistischen Staatenwelt im Interesse sowohl der Beitrittskandidaten wie der Altmitglieder sein konnten.
Mit den im Juni 1993 in Kopenhagen beschlossenen Kriterien gab die EU die Bedingungen vor, unter denen sie weitere Beitritte zu akzeptieren bereit war (demokratisch gegründete institutionelle Stabilität, Rechtsstaatlichkeit, Menschenrechte und Minderheitenschutz, funktionsfähige und wettbewerbstaugliche Marktwirtschaft). Zugleich stellte sie aber auch Hilfen und Mittel bereit, damit die Kandidaten bei entsprechenden eigenen Anstrengungen Aussicht hatten, den Besitzstand der EU (Acquis communautaire) an Verträgen, Rechtsakten, Umwelt- und Verbraucherschutznormen etc. zu übernehmen und die Nachweise zu erbringen. In der von der Europäischen Kommission 1997 herausgegebenen Agenda 2000 wurde der Finanzierungsrahmen für solche Hilfen bestimmt, sodass ab 1998 mit jedem Kandidaten einzeln bilaterale Beitrittsverhandlungen aufgenommen werden konnten.
Wie in den Beitrittsrunden zuvor brachten auch bei dieser Gelegenheit verschiedene Altmitglieder ihre Sonderinteressen ins Spiel. So fürchteten nun zum Beispiel vor allem die Mittelmeerländer Spanien, Portugal und Griechenland um die bisher reichlich aus dem EU-Haushalt ihnen zugeflossenen regionalen Fördermittel und blockierten mit ihren Forderungen zeitweise die notwendigen Anpassungsreformen der Gemeinschaft auch im institutionellen Bereich (etwa Stimmengewichtung im Rat der Europäischen Union). Anpassungs- und Übergangsregelungen waren hier wie auch im Agrarbereich und bei der Arbeitnehmerfreizügigkeit häufiger Verhandlungsgegenstand im Rat und auf den Gipfeltreffen der Regierungschefs. Der Beitritt von zwölf neuen Mitgliedstaaten zur EU erfolgte am 1. Mai 2004 bzw. am 1. Januar 2007. Zum 1. Juli 2013 trat Kroatien der Europäischen Union bei.
Auch über die Grenzen der Union hinaus sucht die EU einen stabilisierenden Einfluss auszuüben. Am 12. Mai 2004 legte die EU-Kommission ein Strategiepapier für eine Europäische Nachbarschaftspolitik (ENP) vor. Es soll den Nachbarländern im östlichen Europa, im südlichen Kaukasus und der südlichen Mittelmeerregion wirtschaftliche Privilegien gewähren. Dafür soll die grenzüberschreitende Zusammenarbeit intensiviert werden. Dabei geht es auch um die Beilegung von regionalen Konflikten, illegale Migration aus Drittländern, Menschenhandel und Terrorismus. Am 14. Juni 2004 sind Georgien, Armenien und Aserbaidschan als erste Länder in das Programm aufgenommen worden.

## Die Europäische Union im 21. Jahrhundert

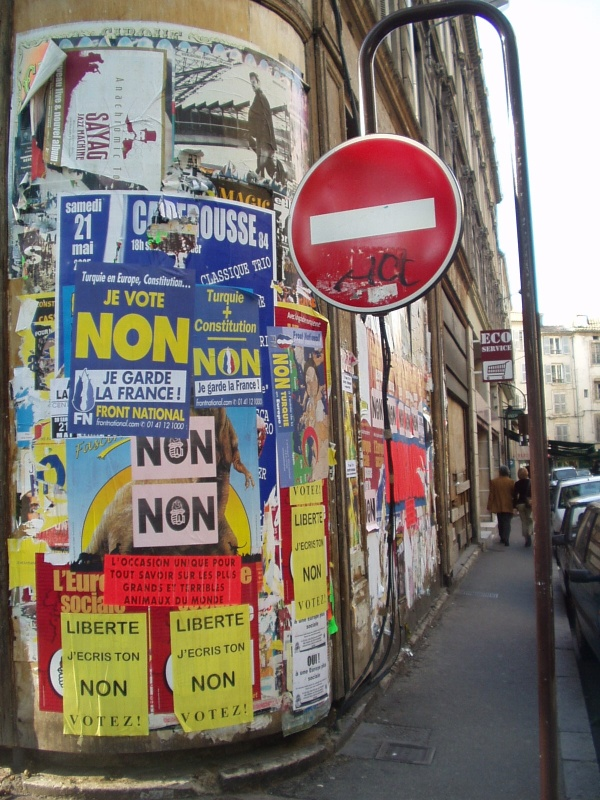
Kampagnenplakate zum Verfassungsreferendum in Frankreich im Mai 2005

Angesichts der Komplexität der Herausforderungen und der Vielfalt der nationalen Sonderinteressen ist es innerhalb des EU-Institutionengefüges und insbesondere im Europäischen Rat zunehmend schwieriger geworden, gemeinschaftsfördernde und zukunftsfähige Kompromisse zu entwickeln bzw. auszuhandeln. Schon der Maastrichter Unionsvertrag hatte offene Fragen auf eine nachfolgende Vertragskonferenz vertagen müssen. Doch auch der Vertrag von Amsterdam und die Nachbesserungen im Vertrag von Nizza 2000 sind Stückwerk geblieben. Nach dem Scheitern eines EU-Verfassungsvertrags infolge ablehnender Plebiszite der Franzosen und der Niederländer beschloss der Europäische Rat stattdessen im Oktober 2007 den Vertrag von Lissabon, der – in den inhaltlichen Kernaspekten nahezu deckungsgleich – ebenfalls wesentlich auf eine institutionelle Reform der Gemeinschaft zielt. Neue Fragen zur weiteren Entwicklung der EU stellen sich infolge der Weltfinanzkrise ab 2007 und der Eurokrise, die sich vor allem in der fortwirkenden griechischen Staatsschuldenkrise niedergeschlagen haben, sowie bei der gemeinschaftlichen Bewältigung der Flüchtlingskrise in Europa 2015/2016, die als mitursächlich beim britischen Austrittsvotum aus der Europäischen Union im Juni 2016 angesehen wird.

### Neuerungen gemäß Vertrag von Lissabon
Die bereits bei den vorhergehenden Verträgen befolgte Linie einer Stärkung der Rechte des Europäischen Parlaments und seine als Entscheidungsorgan der Union zunehmend gleichberechtigte Stellung mit dem Rat der Europäischen Union wird im Vertrag von Lissabon weiter ausgebaut. Es hat fortan auch speziell in Sachen Gemeinsame Agrarpolitik und polizeiliche und justizielle Zusammenarbeit in Strafsachen Mitentscheidungskompetenz.
Im Europäischen Rat führt nunmehr ein auf zweieinhalb Jahre gewählter Präsident des Europäischen Rates den Vorsitz, der sich ganz auf diese Aufgabe konzentrieren und hauptsächlich für Kontinuität in Bezug auf die Ratsagenda und die Abstimmung unter den Regierungschefs sorgen soll. Bei einmalig möglicher Wiederwahl könnte er die Funktion für insgesamt fünf Jahre ausüben. Im Ministerrat allerdings bleibt das Prinzip der halbjährlich unter den Mitgliedstaaten wechselnden Präsidentschaft erhalten; einstimmige Voten sind weiterhin noch in außenpolitischen Angelegenheiten und bei Steuerfragen nötig. Ansonsten sollen die Entscheidungen von 2014 an nach dem Modus der doppelten Mehrheit getroffen werden.
Für die Koordination der europäischen Außenpolitik hauptverantwortlich ist künftig ein „Hoher Vertreter für die Gemeinsame Außen- und Sicherheitspolitik“, der nicht nur den Vorsitz des Außenministerrats innehat, sondern auch als Außenkommissar und Vizepräsident der Europäischen Kommission fungiert. Als Ratsvorsitzender und Kommissionsmitglied kann er auch selbstständig Initiative ergreifen und Politikvorschläge machen. Felder einer verstärkten künftigen Zusammenarbeit sind laut Vertrag von Lissabon sowohl die Bekämpfung des Klimawandels und die Energiesolidarität als auch die Gemeinsame Sicherheits- und Verteidigungspolitik sowie die Rüstungspolitik.
Die Freiheitsrechte der Unionsbürger werden durch die Charta der Grundrechte der Europäischen Union, die an der Europäischen Menschenrechtskonvention orientiert ist, gewährleistet. Sie bindet in der Regel die Union wie ihre Mitgliedstaaten bei der Durchführung von europäischem Recht. Direkte politische Beteiligungsrechte erhalten die Unionsbürger mit der Möglichkeit, im Rahmen einer europaweiten so genannten Bürgerinitiative die Europäische Kommission aufzufordern, einen Gesetzentwurf zu einem bestimmten Thema vorzulegen.
Für künftige größere Änderungen am EU-Vertrag ist vorgesehen, dass der Europäische Rat einen Europäischen Konvent einsetzt, der aus Vertretern der nationalen Parlamente und Regierungen, des Europäischen Parlaments und der Europäischen Kommission besteht. Dieser Konvent erarbeitet im Konsensverfahren einen Reformvorschlag, bevor anschließend wie bisher eine Regierungskonferenz den Änderungsvertrag verfasst, der dann von allen Mitgliedstaaten ratifiziert werden muss. Demgegenüber ermöglicht die Verstärkte Zusammenarbeit separate Integrationsschritte einer Gruppe von EU-Mitgliedern (wie unter anderem bereits im Rahmen des Schengener Abkommens gegeben), wenn das Vorhaben in der gesamten EU nicht zu realisieren ist. Bei einer Beteiligung von mindestens einem Drittel der Mitgliedstaaten können die EU-Institutionen demnach europäisches Recht setzen, das allerdings nur in den teilnehmenden Mitgliedstaaten gilt. Mit dem Vertrag von Lissabon geregelt ist nun andererseits auch der freiwillige Austritt eines Staates aus der Union.

### Gebremster Schwung – mühsam ratifizierte Integrationsfortschritte
Nicht nur die gescheiterte Einführung einer EU-Verfassung, sondern auch der höchst mühsame, ebenfalls vom Scheitern bedrohte und mit allerlei Sonderregelungen für einzelne Mitgliedstaaten erkaufte Ratifizierungsprozess des Vertrags von Lissabon lassen erkennen, dass Funktionstüchtigkeit und Zielorientierung der Europäischen Union zu Beginn des 21. Jahrhunderts auf dem Prüfstand stehen. In gleicher Richtung problematisch wirkt auch, dass unter den Unionsbürgern ein eher abnehmendes politisches Interesse am Fortgang der europäischen Integration zu beobachten ist, jedenfalls bezogen auf die weiter rückläufige Beteiligung an den Wahlen zum Europäischen Parlament.
Nicht nur bezüglich Irlands, wo durch Nachbesserungen und eine veränderte politische Lage erst im zweiten Anlauf ein positives Bürgervotum für den Lissabon-Vertrag zustande kam, sondern auch in den Opt-out-Klauseln zur Grundrechtecharta für Großbritannien, Polen und Tschechien ist erkennbar, dass die Teilnahmebereitschaft an Integrationsfortschritten der Union vielerorts nicht leicht zu erlangen war. Auch das Urteil des Bundesverfassungsgerichts zur im Kern bestätigten Vereinbarkeit des Vertrags von Lissabon mit dem Grundgesetz ist als Integrationsbremse gedeutet worden und hat in der politischen Öffentlichkeit ein sehr geteiltes Echo gefunden. In dem Urteil heißt es unter anderem: „Die europäische Vereinigung auf der Grundlage einer Vertragsunion souveräner Staaten darf nicht so verwirklicht werden, dass in den Mitgliedstaaten kein ausreichender Raum zur politischen Gestaltung der wirtschaftlichen, kulturellen und sozialen Lebensverhältnisse mehr bleibt.“ Das Gesetz über die Ausweitung und Stärkung der Rechte des Bundestages und des Bundesrates in Angelegenheiten der Europäischen Union wurde darin für ungenügend erklärt und eine Nachbesserung zwingend auferlegt.
Volker Kauder erklärte für die CDU/CSU-Bundestagsfraktion: „Wir begrüßen die Entscheidung des Gerichts. Das wegweisende Urteil wird seine Bedeutung in ganz Europa entfalten. […] Es ist zudem ein wichtiges Signal, dass das Bundesverfassungsgericht sich selbst eine stärkere Kontrollfunktion zugewiesen hat und auch künftig darüber wachen wird, dass die Institutionen der EU nicht ersichtlich ihre eingeräumten Kompetenzen überschreiten.“
Der frühere Bundesaußenminister Joschka Fischer (Bündnis 90/Die Grünen) schrieb: „Im Namen der Verteidigung des Demokratieprinzips ruft unser höchstes Gericht faktisch dazu auf, auf die intergouvermentale Zusammenarbeit zu setzen und die Finger von weiteren Integrationsschritten zu lassen. Das bedeutet aber nicht weniger, als die Regierungen ausgerechnet im Namen von Demokratie und Volkssouveränität zu stärken – und das ist absurd. […] Karlsruhe locuta, causa finita? Ach, woher! Europa wird, mit zahlreichen Rückschlägen und durch tiefe Krisen hindurch, als sich integrierender Staatenverbund weiter voranschreiten, ob Karlsruhe dies gefällt oder nicht. Denn dies ist und bleibt das wichtigste Projekt für uns Deutsche und Europäer.“
Kritisch zu dem Verfassungsgerichtsurteil äußerte sich auch der langjährige Bundesaußenminister Hans-Dietrich Genscher (FDP): „Beim näheren Hinsehen zeigt sich: Das Urteil verstrickt sich in fast seminaristischer Weise in die Gegenüberstellung von Staatenbund und Bundesstaat. Die EU aber ist eine Rechtsfigur sui generis – ganz eigener, beispielloser und sich weiterentwickelnder Natur, nicht vergleichbar mit Staatsformen oder zwischenstaatlichen Verträgen oder etwa den Vereinten Nationen. Die EU ist die schicksalhafte Verbindung der europäischen Völker, die sich in der Dynamik des europäischen Integrationsprozesses immer stärker aufeinander zu bewegen. […] Die EU hat durch den Eintritt in eine durch globale Interdependenz gekennzeichnete neue Weltordnung eine neue zusätzliche Legimitation erhalten. Das verlangt Handlungs- und Entscheidungsfähigkeit der europäischen Organe. Deutschland sollte sich auch in Zukunft als Motor der Europäischen Union verstehen und nicht von der deutsch-französischen Lokomotive umsteigen in ein deutsches Bremserhäuschen.“

### Ungeklärte Zukunftsperspektiven der Europäischen Union
Für die Entwicklungsperspektiven der EU im 21. Jahrhundert bleiben nach Inkrafttreten des Vertrags von Lissabon eine Reihe von Fragen bzw. Alternativen offen:
- Kann sie weiter als anschlussfähiges Modell wirken und allen Beitrittswilligen, die sich ihre Normen zu eigen machen und die Beitrittskriterien erfüllen, mit offenen Armen aufnehmen?
- Soll sie, um ihre innere Stabilität zu fördern und ihr weltpolitisches Gewicht zu erhöhen, sich stärker auf Bemühungen um eine Vertiefung der bestehenden Gemeinschaft konzentrieren und die dafür notwendigen Voraussetzungen sorgfältig ausloten?
- Kann sie auch ferner das eine tun, ohne das andere zu lassen?

Der Blick auf den Werdegang des Integrationsprozesses zeigt, dass es in seinem Verlauf vielfache Wechsel zwischen Phasen dynamischen Aufbruchs und solchen relativer Stagnation gegeben hat. Immer waren die erreichten Zustände nur provisorische, auf Vervollkommnung in der Zukunft angelegte. Wie soll man sich in der heutigen Welt die Europäische Union an ihrem Ziel vorstellen? Darüber Einigkeit herzustellen, könnte schwieriger sein, als sich von Kompromiss zu Kompromiss weiterzuhangeln. Im Lichte einiger Haupterrungenschaften der vergangenen Jahrzehnte stellen sich die Verfahrensweisen nicht ungünstig dar, die zu diesen Ergebnissen geführt haben:
- die Praxis des zwar im nationalstaatlichen Sinne engagierten, aber stets friedlichen Interessenausgleichs (wer hielte heute noch einen Krieg zwischen EU-Gründungsmitgliedern für wahrscheinlich?);
- ein Europäischer Binnenmarkt, der unterdessen 28 Mitgliedstaaten einschließt, verbunden mit einem unionsweiten Förderprogramm für strukturschwache Regionen;
- eine gemeinsame Währung für mehr als die Hälfte der gegenwärtigen Mitgliedstaaten („Eurozone“);
- die Integration der meisten Staaten Mittel- und Osteuropas, die als „sozialistische Bruderstaaten“ im Einflussbereich der Supermacht Sowjetunion weder von den Marshallplan-Hilfen hatten profitieren können noch sich dem westeuropäischen Einigungsprozess anzuschließen in der Lage waren.

Europas Rolle und Bedeutung in heutiger Zeit ist weder unumstritten noch eindimensional zu erfassen. Einen orientierenden Fingerzeig aber hat z. B. der Philosoph Hans-Georg Gadamer gegeben:

„Es ist auch das Miteinanderleben verschiedener Kulturen und Sprachen, Religionen und Konfessionen, das uns trägt. […] Und hier scheint mir die Vielsprachigkeit Europas, diese Nachbarschaft des Anderen auf engem Raume und die Ebenbürtigkeit des Anderen auf engerem Raum, eine wahre Schule zu sein. Dabei geht es nicht etwa nur um die Einheit Europas im Sinne einer machtpolitischen Allianz. Ich meine, daß es die Zukunft der Menschheit im ganzen sein wird, für die wir das alle miteinander zu erlernen haben, was unsere europäische Aufgabe für uns ist.“

#### Banken- und Eurokrise mit sozioökonomischen Verwerfungen
Von der Weltfinanzkrise ab 2007 und der nachfolgenden Eurokrise waren die Mitgliedstaaten der EU in unterschiedlichem Ausmaß betroffen: der Süden stärker als der Norden, Griechenland besonders arg und anhaltend. Mit dem Ausfall der bis dahin reichlich zugeführten Bankkreditfinanzierung geriet der überschuldete griechische Staatshaushalt von einer Notlage in die nächste – bis hin zum drohenden Staatsbankrott. In griechische Staatspapiere investiert hatten nicht zuletzt deutsche und französische Finanzunternehmen, die dadurch ihrerseits in Gefahr gerieten. Außerdem drohte die Griechenlandkrise auf andere Mitgliedsstaaten vor allem im Mittelmeerraum überzugreifen. Anfang Mai 2010 einigten sich die EU-Finanzminister, der Internationale Währungsfonds (IWF), die Europäische Zentralbank (EZB) und die EU-Kommission auf Rahmenbedingungen für die Griechenlandhilfe, wobei der Garantieumfang der einzelnen Länder auf ihren Kapitalanteil an der EZB bezogen war und für Deutschland 22,4 Milliarden Euro betrug. Im Gegenzug musste sich Griechenland auf ein hartes Spar- und Reformprogramm verpflichten, um die Wettbewerbs- und Schuldendienstfähigkeit des Landes wiederherzustellen. Darüber sollte die Troika aus Kommission, EZB und IWF wachen. Im September 2012 trat eine Änderung des Vertrags von Lissabon in Kraft, mit dem ein Europäischer Stabilitätsmechanismus (ESM) etabliert wurde, ergänzt durch den Anfang 2013 in Kraft getretenen Europäischen Fiskalpakt.
Keines der an Bedingungen gebundenen und von der EU ausgehandelten Hilfspakete hat die mit drastischen Sparmaßnahmen einhergehenden wirtschaftlichen und sozialen Niedergangserscheinungen einstweilen auffangen können. Auch der Verbleib Griechenlands in der Eurozone war zeitweise zweifelhaft. Ein über Griechenland hinaus etwa auch in Italien und Spanien ausgeprägtes Krisenfolgephänomen ist die hohe Arbeitslosigkeit vor allem unter den jüngeren Jahrgängen. Doch die Gefahr des Auseinanderbrechens der Europäischen Union im Zuge der Eurokrise, „die sich aus wechselseitiger Solidaritätsverweigerung ergeben hatte – Verweigerung von schmerzlichen Strukturreformen in den Krisenländern und Verweigerung von Unterstützung dieser Reformen durch die ökonomischen Zugpferde […] – schien damit Ende 2012 gebannt.“

#### Unionswidrige Autonomie- und Abspaltungstendenzen
Die latent antieuropäischen pronationalistischen politischen Strömungen des Front National in Frankreich, der FPÖ in Österreich oder der Partij voor de Vrijheid in den Niederlanden haben infolge der Flüchtlingskrise in Europa 2015/2016 ebenso zusätzlichen Auftrieb erhalten wie einzelstaatliche Abschottungsmaßnahmen gegen den Flüchtlingszustrom in osteuropäischen Ländern und die Befürworter eines Austritts Großbritanniens aus der Europäischen Union mittels Referendum. Nachdem sich am 23. Juni 2016 die Mehrheit der Abstimmenden für den Brexit ausgesprochen haben, bleiben ungeklärte Fragen zur künftigen Stellung des Vereinigten Königreichs in Europa und gegenüber der EU wie auch hinsichtlich der Konsequenzen für die weitere Entwicklung der EU selbst. Hoffnungen auf eine Restabilisierung des europäischen Integrationsprozesses hat die Wahl Emmanuel Macrons zum französischen Staatspräsidenten begründet, der mit seiner Initiative für Europa kurz- und mittelfristige Reformpläne verbindet. Sowohl die Vorstellung von einer Koalition der zu weiteren Integrationsschritten bereiten Mitgliedsstaaten im Sinne eines Kerneuropas als auch Forderungen zur Herstellung einer von nationalstaatlichen Interessen weniger abhängigen „europäischen Regierung“ mit demokratisch wirksam legitimiertem Europäischen Parlament und gestärkter Entscheidungskompetenz der EU-Kommission werden neu debattiert; andere Stimmen warnen davor, den skeptischen EU-Bürgern derzeit überhaupt weitere Integrationsschritte zuzumuten. Der langzeitengagierte Pro-Europäer Jürgen Habermas hält dagegen: „Die Macht der Union ist dort konzentriert, wo sich die nationalstaatlichen Interessen gegenseitig blockieren dürfen. Eine Transnationalisierung der Demokratie wäre darauf die richtige Antwort. Auf andere Weise ist in einer hoch interdependenten Weltgesellschaft der beklagte und tatsächlich eingetretene Kontrollverlust, den die Bürger empfinden, nicht wettzumachen.“

## Chronik der europäischen Integration
- 1922: Gründung der Paneuropa-Union
- 5. Mai 1949: Gründung des Europarates
- 9. Mai 1950: Präsentation des Schuman-Plans
- 18. April 1951: Unterzeichnung des Vertrags zur Europäischen Gemeinschaft für Kohle und Stahl, durch Frankreich, Belgien, Luxemburg, Niederlande, BRD und Italien
- 24. Juli 1952: Inkrafttreten des Vertrags zur Europäischen Gemeinschaft für Kohle und Stahl
- 25. März 1957: Unterzeichnung der Römischen Verträge zur Gründung der Europäischen Wirtschaftsgemeinschaft und der Europäischen Atomgemeinschaft
- 1. Januar 1973: EG-Beitritt von des Vereinigten Königreichs, Irlands und Dänemarks
- 1. Januar 1979: Inkrafttreten des Europäischen Währungssystems
- 1. Januar 1981: Griechenland wird als 10. Mitglied in die EWG aufgenommen
- 1. Januar 1986: Beitritt Spaniens und Portugals
- 3. Oktober 1990: Deutsche Wiedervereinigung und Beitritt der neuen Bundesländer Sachsen, Thüringen, Sachsen-Anhalt, Brandenburg und Mecklenburg-Vorpommern sowie Ost-Berlins zur EG
- 7. Februar 1992: Unterzeichnung des Vertrages von Maastricht und Zusammenführung von EG, Euratom und EGKS zur Europäischen Union (EU)
- 1. November 1993: Inkrafttreten des Vertrages von Maastricht und Gründung der EU
- 1. Januar 1995: EU-Beitritt von Schweden, Finnland und Österreich
- 1. Januar 1999: Einführung des Euros als Buchgeld
- 1. Januar 2002: Einführung des Euros als Bargeld in Deutschland, den Niederlanden, Belgien, Luxemburg, Frankreich, Spanien, Portugal, Irland, Österreich, Finnland und Italien
- 1. Mai 2004: EU-Osterweiterung, Beitritt von Polen, Tschechien, Slowakei, Ungarn, Malta, Zypern, Slowenien, Estland, Lettland und Litauen zur EU
- 1. Januar 2007: EU-Beitritt von Rumänien und Bulgarien
- 1. Juli 2013: EU-Beitritt von Kroatien
- 23. Juni 2016: Referendum über den Austritt aus der Europäischen Union im Vereinigten Königreich (Ergebnis pro Austritt).